# Triengen
Triengen (schweizerdeutsch [triəŋə]) ist eine Einwohnergemeinde im Schweizer Kanton Luzern. Sie liegt im Wahlkreis Sursee.

## Geographie
Triengen liegt im unteren Suhrental wenige Kilometer nordwestlich von Sursee. Vom Gemeindeareal von 2208 ha werden 63,1 % landwirtschaftlich genutzt. Von Wald und Gehölz bedeckt sind 25,0 % des Gemeindegebiets, und 11,6 % sind Siedlungsfläche (Stand 2015/16).
Triengen grenzt an die Gemeinden Büron, Dagmersellen, Knutwil, Reiden und Schlierbach im Kanton Luzern sowie an Moosleerau, Reitnau und Schmiedrued im Kanton Aargau.
Die höchste Erhebung ist der nordöstlich des Dorfes liegende, bewaldete Fuchshubel mit 850 m ü. M. Südlich davon liegt der rund 800 m hohe Aussichtspunkt Gschweich. Dort steht die im Winter bewirtete Gschweichhütte (ehemalige Hütte des Skiklubs Triengen). Der tiefste Punkt befindet sich mit 477 m an der Suhre in Richtung Moosleerau.

## Bevölkerung
| Bevölkerungsentwicklung | Bevölkerungsentwicklung |
| Jahr                    | Einwohner               |
| ----------------------- | ----------------------- |
| 1745                    | 881                     |
| 1798                    | 1563                    |
| 1816                    | 1939                    |
| 1850                    | 1917                    |
| 1888                    | 1442                    |
| 1910                    | 1820                    |
| 1980                    | 2030                    |
| 1990                    | 2588                    |
| 2000                    | 2926                    |
| 2010                    | 4396                    |
| 2015                    | 4511                    |
| 2020                    | 4670                    |

Triengens Bevölkerungszahl wuchs von 1745 bis 1850 stark an, von 881 auf 2702 Einwohner (altes Gemeindegebiet mit Kulmerau und Wilihof) (1745–1850: + 206,7 %). Ohne die abgespaltenen Gemeinden zählte Triengen 1850 die aufgeführten 1917 Einwohner (Wilihof 266 und Kulmerau 519). Danach setzte bis 1888 eine massive Abwanderung in die Industriegebiete ein (1850–1888: − 24,8 %). Weil sich nach der Eröffnung der Sursee-Triengen-Bahn Industrie ansiedelte, stieg die Bevölkerung bis 1910 stark (1888–1910: + 26,2 %). Anschliessend wuchs sie bis 1980 in Wellenbewegungen leicht an (1910–1980: + 11,5 %). Seither hat ein enormer Wachstumsschub eingesetzt, der bis heute (wenn auch in abgeschwächter Form) anhält (1980–2004: + 46,0 %).

### Sprachen
Die Bevölkerung benutzt als Umgangssprache eine hochalemannische Mundart. Bei der letzten Volkszählung im Jahr 2019 gaben 83,63 % Deutsch, 27,4 % Albanisch und 13,8 % Portugiesisch als Hauptsprache an.

### Religionen – Konfessionen
In früheren Zeiten waren alle Einwohner Mitglied der römisch-katholischen Kirche. Heute (Stand 2020) gibt es 61,90 % römisch-katholische und 7,8 % evangelisch-reformierte Christen. Daneben findet man 30,3 % andere Religionen und Konfessionslose.

### Herkunft – Nationalität
Ende 2022 waren von den 4748 Einwohnern 3475 Schweizer und 1273 (= 26,8 %) Ausländer. Die Einwohnerschaft bestand aus 73,2 % Schweizer Staatsbürgern. Ende 2022 stammten die ausländischen Einwohner aus Kosovo (406 Personen), Portugal (159), Deutschland (137), Italien (89), Serbien (56), der Türkei (41), Kroatien (40) und Nordmazedonien (35). 189 Personen stammten aus dem übrigen Europa, und 121 waren aussereuropäischer Herkunft.

## Geschichte

Luftbild (1953)

Wie Funde aus der Altsteinzeit, der Römerzeit und Alemannengräber beweisen, hat der Ort als Siedlung eine lange Geschichte. Der Ort Triingin wird im ältesten Besitzbuch des Klosters Engelberg, welches aus den Jahren 1184/1190 stammt, erstmals namentlich erwähnt. Die Deutung des Namens ist nicht restlos geklärt. Wahrscheinlich liegt ihm der althochdeutsche Personenname Triwa, Triuwo zugrunde; die zu erschliessende ahd. Grundform *Triwingun würde damit «bei den Leuten, bei der Sippe des Triwa oder Triuwo» bedeuten.
Die Herren von Büron und ihre Nachfahren, die Freiherren von Aarburg, übten die Regentschaft aus. Von den Lenzburgern über die Zähringer bis zu den Habsburgern waren alle bedeutenden Geschlechter der Region einst Herren über Triengen. Unter den Habsburgern gehörte der Ort zur Grafschaft Willisau, die 1407 von der aufstrebenden Stadt Luzern gekauft wurde. Im Jahr 1455 sicherte sich Luzern auch die niedere Gerichtsbarkeit.
Triengen war bis 1798 Teil der Landvogtei Büron-Triengen. Danach gehörte der Ort bis 1803 zum Distrikt Sursee beziehungsweise anschliessend zum Amt Sursee, bis dieses mit der Luzerner Verfassung von 2007 seine Existenz als Verwaltungseinheit verlor. Heute gehört Triengen zum Wahlkreis Sursee und zum Gerichtsbezirk Willisau.
Per 1. Januar 2005 schlossen sich die früheren Gemeinden Wilihof und Kulmerau Triengen an. Per 1. Januar 2009 schloss sich die frühere Gemeinde Winikon Triengen an. Der Fusionsweg ist ein 2019 eröffneter Wanderweg, welcher der gemeinsamen Grenze der damals fusionierten Gemeinden entlangführt und 29,5 Kilometer lang ist.

## Bilder

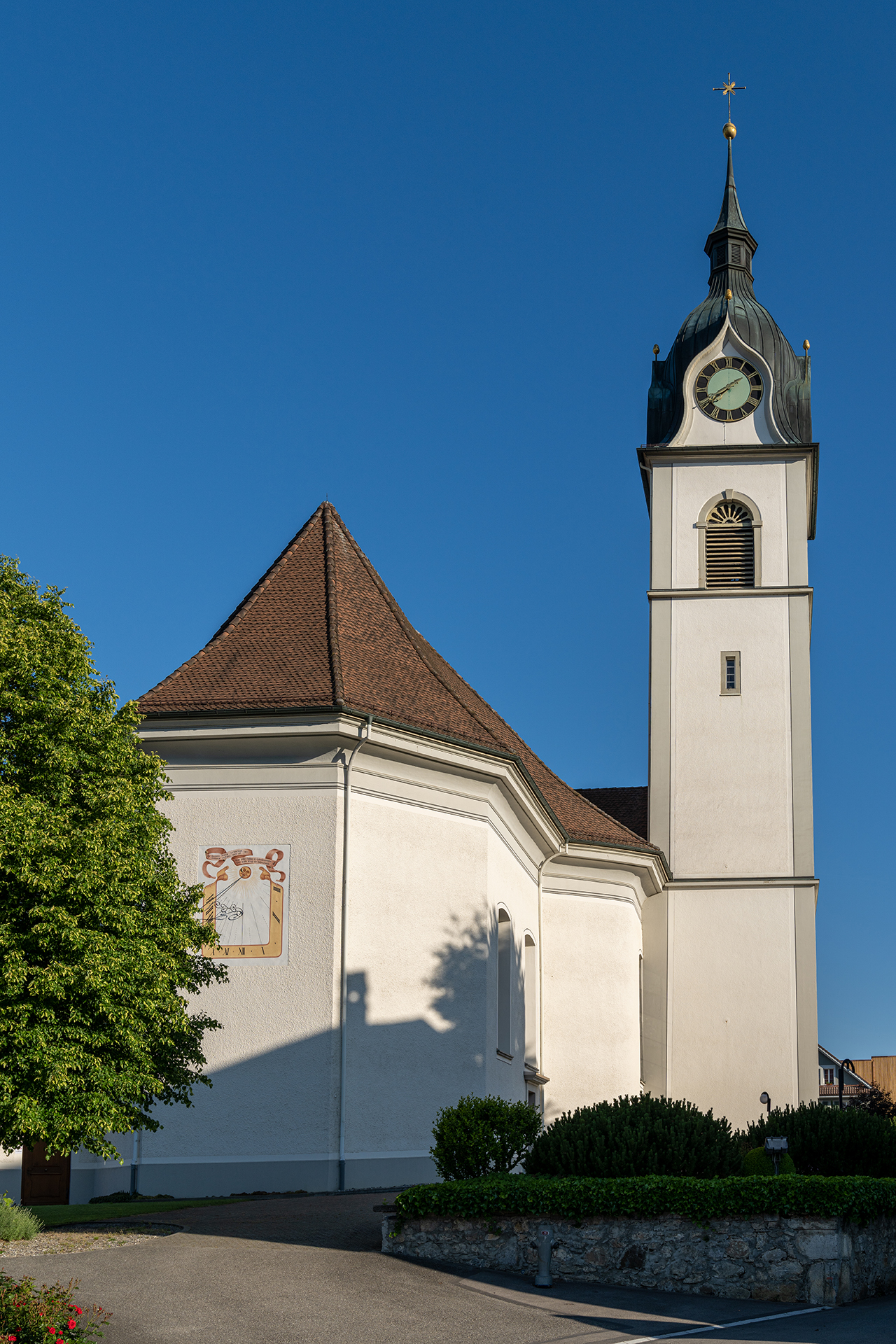
Kath. Kirche St. Laurentius
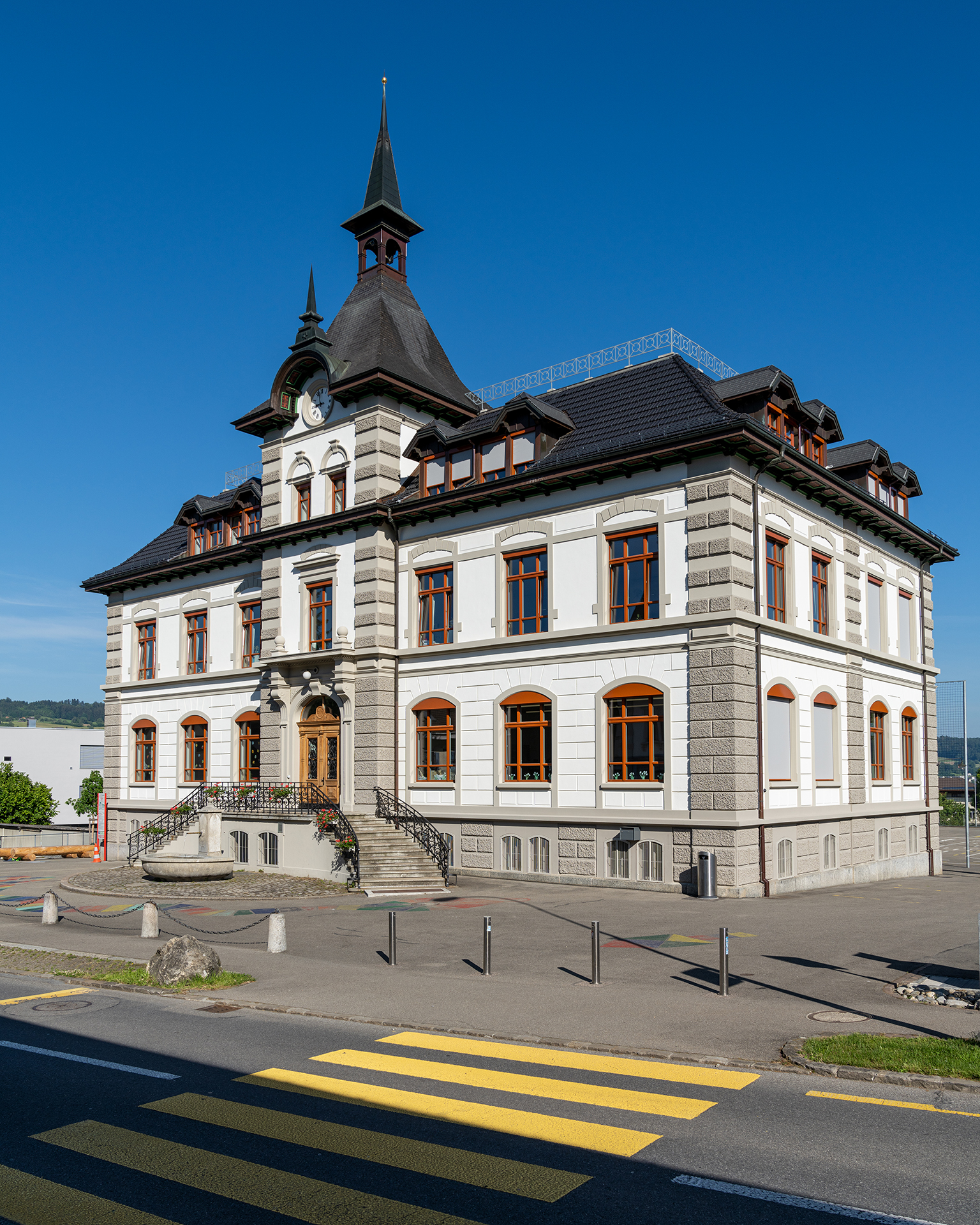
Dorfschulhaus
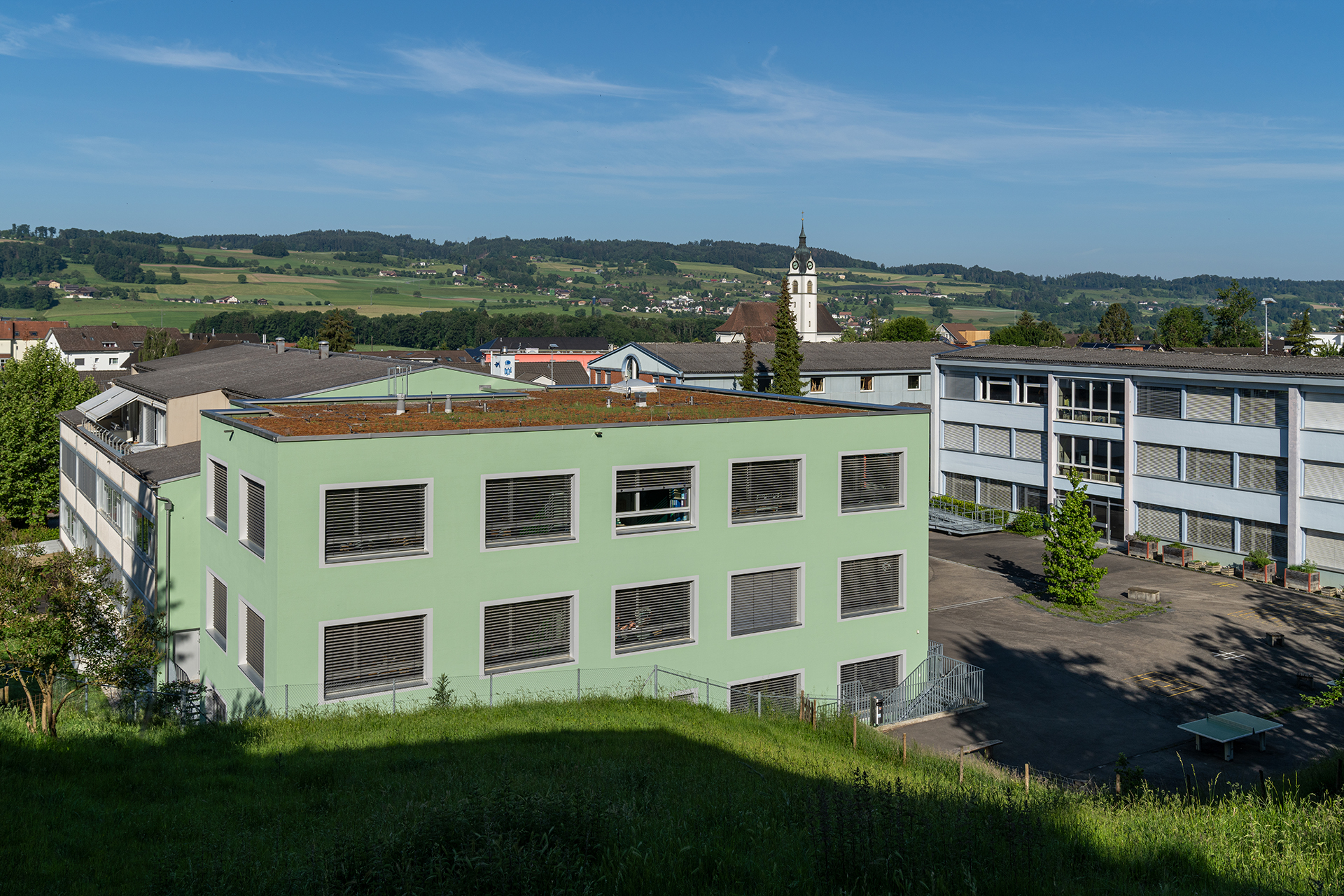
Schulanlage Hofacker
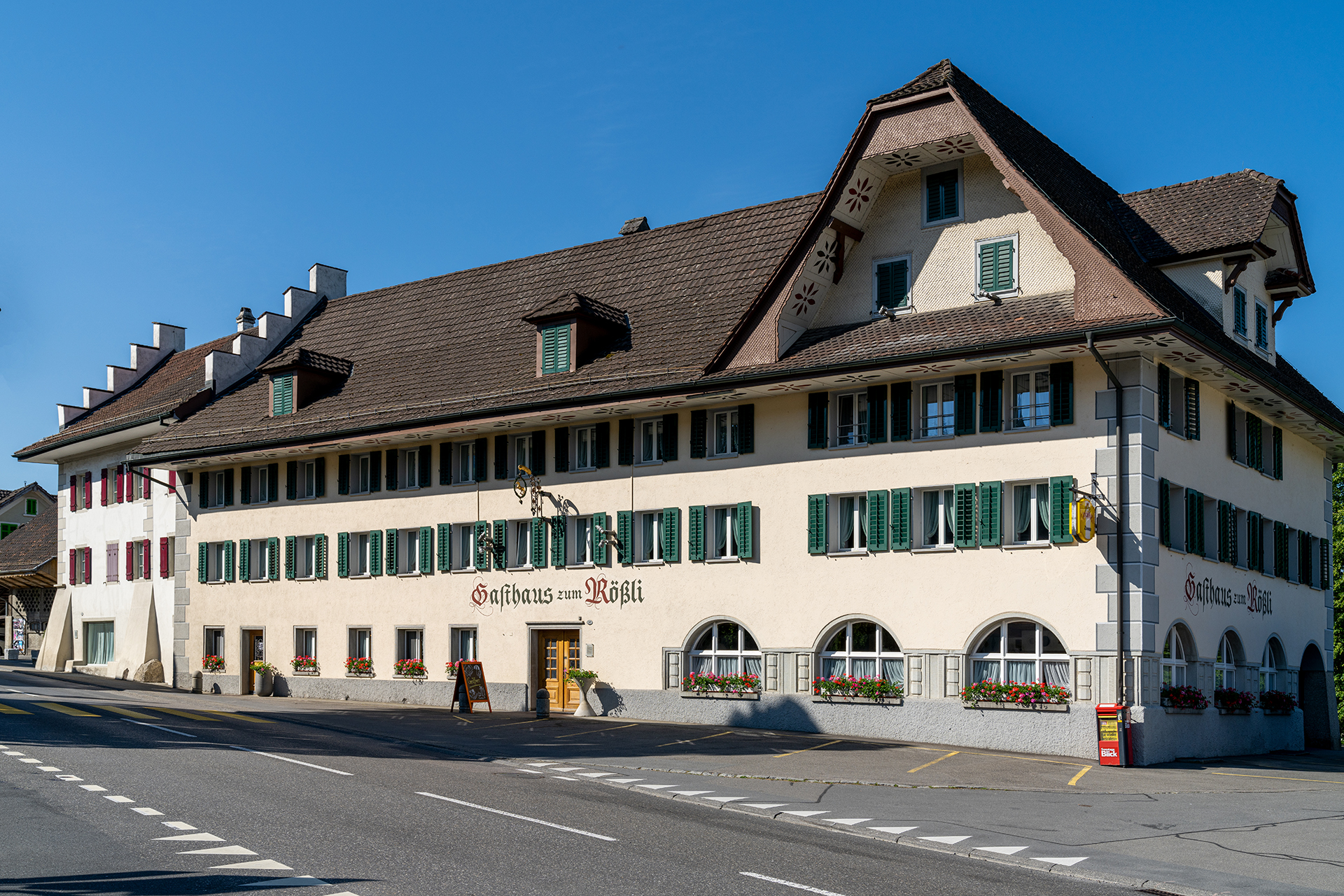
Gasthaus Rössli
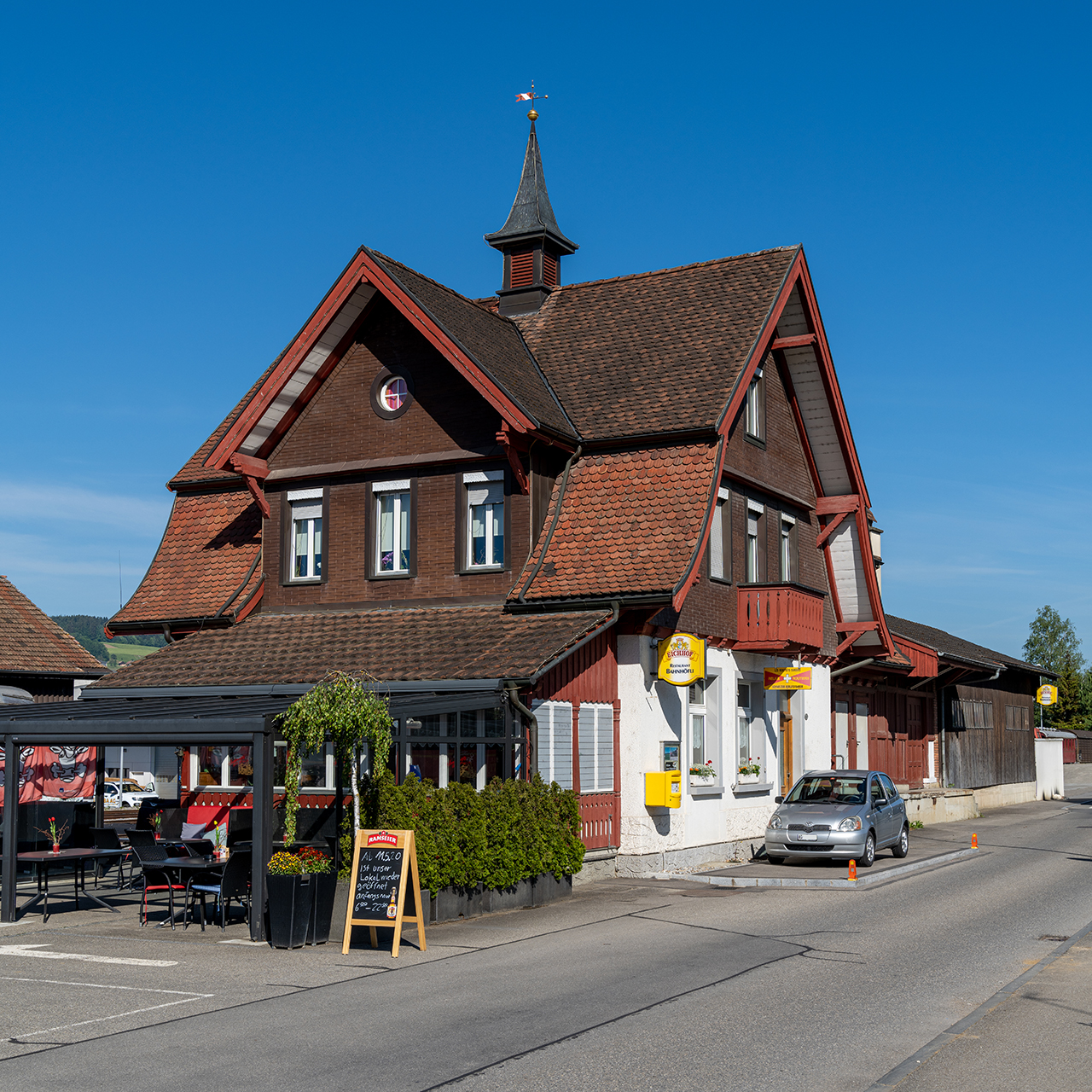
Ehem. Bahnhof der ST
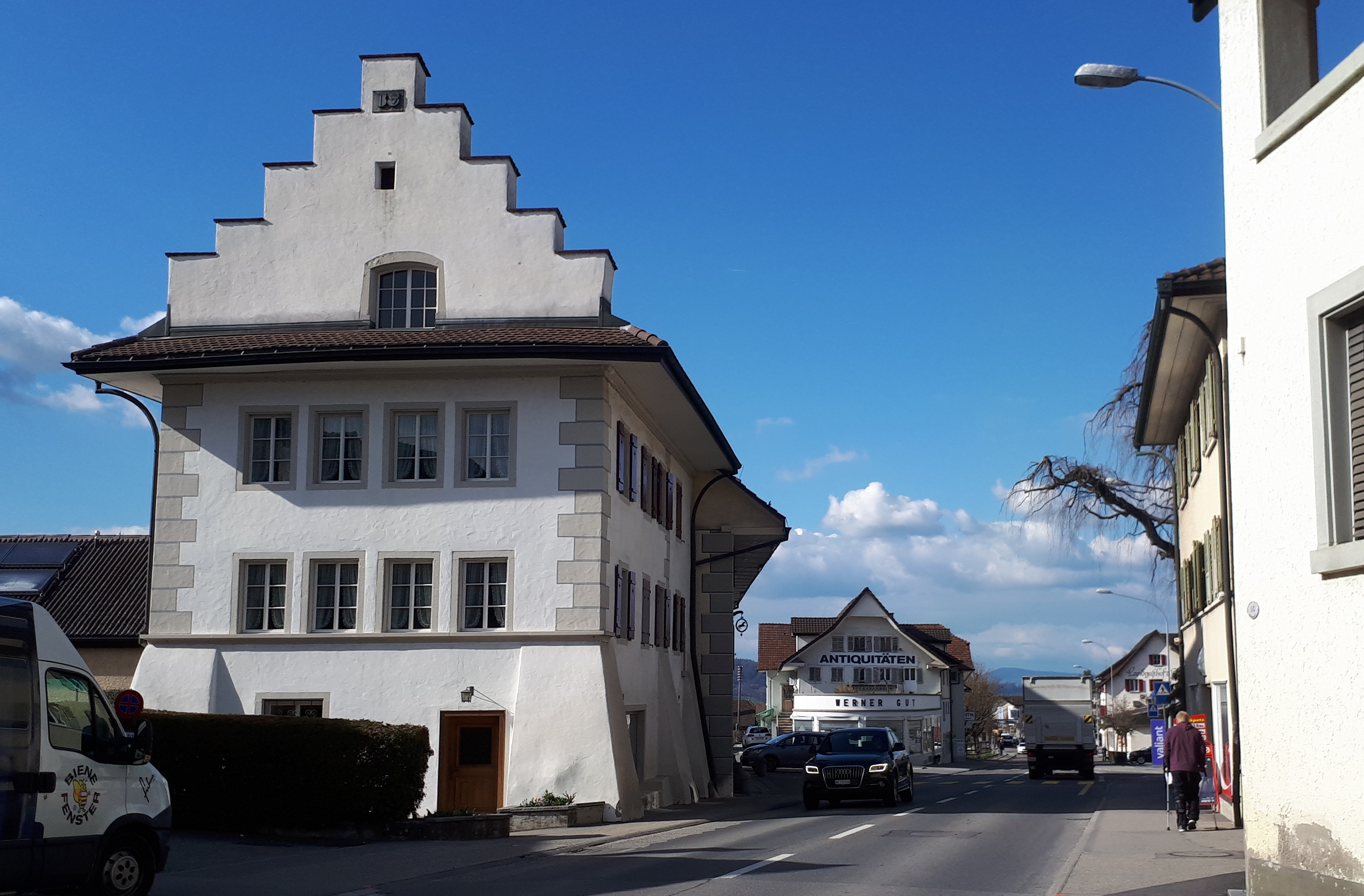
Triengen Zentrum

## Politik

### Gemeinderat
Der Gemeinderat Triengen besteht aus fünf Mitgliedern und ist wie folgt aufgestellt (Stand März 2024):
- Isabelle Kunz: Gemeindepräsidentin
- Beat Erni: Ressort Finanzen
- Carmen Kaufmann-Schwery: Ressort Bildung
- Claudia Schatzmann: Ressort Soziales und Freizeit
- Daniel Schmid: Ressort Bau & Umwelt

Urs Manser: Vorsitzender der Geschäftsleitung / Gemeindeschreiber

### Kantonsratswahlen
Bei den Kantonsratswahlen 2023 des Kantons Luzern betrugen die Wähleranteile in Triengen: SVP 33,94 %, FDP 25,79 %, Mitte (mit GenMitte) 23,24 %, SP (mit JUSO) 7,12 %, Grüne (mit JG und GrüneKuG) 5,31 % und glp 4,61 %.
Die Kantonsratswahlen 2023 dürfen in Triengen als historisch eingeschätzt werden. So konnte die zuvor drittstärkste Kraft, die SVP, um 11,1 % zulegen und den ersten Platz übernehmen. Die FDP hingegen büsste 6,6 % ein und ist neu die zweitstärkste Kraft. Somit war Triengen als Hochburg der FDP gefallen, was auch die Gemeindepräsidentenwahl vom 14. Mai 2023 bestätigte. Isabelle Kunz holte 630 Stimmen, ihr Kontrahent, FDP-Ortsparteipräsident Peter Häfeli, deren 529. Somit war die mehr als 100-jährige Herrschaft der FDP Geschichte. Die Mitte verlor bei den Kantonsratswahlen 3,8 %. Triengen ist mit 3 Kantonsräten im Luzerner Kantonsparlament vertreten. So schaffte Eva Forster (FDP) die Wahl zum ersten Mal. Georg Dubach (FDP) wurde in seinem Amt bestätigt. Da am 14. Mai 2023 Armin Hartmann (SVP) in den Regierungsrat des Kantons Luzern gewählt wurde, rückte die am selben Tag zur Gemeindepräsidentin gewählte Isabelle Kunz nach, da sie auf dem ersten Ersatzplatz im Wahlkreis Sursee war.

### Nationalratswahlen
Bei den Schweizer Parlamentswahlen 2023 betrugen die Wähleranteile in Triengen: SVP 35,7 %, Mitte 26,0 %, FDP 20,6 %, SP 7,1 %, Grüne 4,4 %, glp 4,2 %, Übrige 2,1 %.

## Wirtschaft
Die Trisa AG ist ein bedeutendes Unternehmen in der Gemeinde. Der Hersteller von Zahnbürsten und anderen Mundhygiene-Artikeln wurde 1887 gegründet und beschäftigte 2007 in der Gruppe 981 Mitarbeitende, grösstenteils aus der Region Suhrental. 2020 beschäftigte Trisa mehr als 1000 Mitarbeiter.

## Verkehr

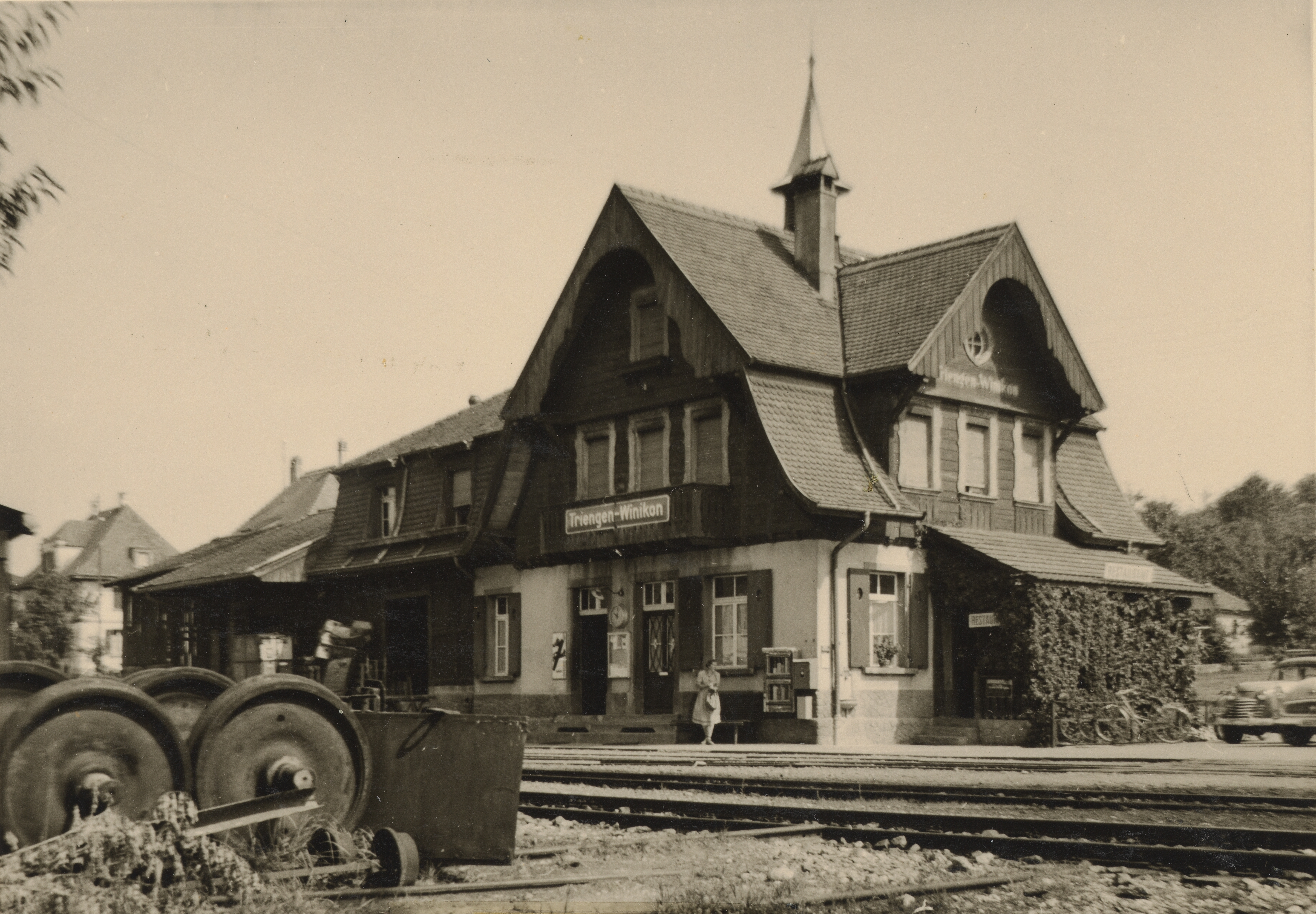
Station „Triengen-Winikon“ der Sursee-Triengen-Bahn, ca. 1960

Triengen liegt an der Strasse Sursee–Schöftland. Der nächste Autobahnanschluss Sursee an der A2 ist 7 km und der Autobahnanschluss Aarau-West an der A1 13 km entfernt. 
Seit 1972 ist die Gemeinde über einen Busbetrieb an das Netz des öffentlichen Verkehrs angeschlossen. Zuvor nahm die Sursee-Triengen-Bahn den Personenverkehr wahr; heute wird diese Bahn, welche nie elektrifiziert wurde, nur noch für den regionalen Güterverkehr sowie nostalgische Dampffahrten benutzt.
In der Ebene der Suhre befindet sich der kleine Flugplatz Triengen (ICAO-Code LSPN), genannt Flying-Ranch Triengen.

## Persönlichkeiten
- Vinzenz Huber (1821–1877), Politiker, Regierungsrat des Kantons Luzern, Mitglied des Nationalrats
- Xaver Arnold (1848–1929), Bildhauer, schuf 20 Grabmale auf dem Hamburger Friedhof Ohlsdorf in Zusammenarbeit mit dem dortigen ersten Friedhofsdirektor Wilhelm Cordes
- Emil Fischer (1868–1954), Entomologe und Arzt, Ehrendoktor der Universität Zürich
- Ludwig Fischer (1877–1962), Lehrer und Verfasser der «Luzerndeutschen Grammatik»
- Margrit Fischer (* 1947), Politikerin
- Heidy Lang-Iten (1962–2022), Politikerin
- Urs Fischer (* 1966), Fussballtrainer und ehemaliger -spieler